# Domenico Schiattarella
Domenico Schiattarella (Milán, Italia, 17 de noviembre de 1967), conocido también como Mimmo, es un expiloto italiano de automovilismo.
Ha participado en 7 Grandes Premios de Fórmula 1 para el equipo Simtek, clasificándose en 6 de ellos. Debutó el 16 de octubre del año 1994, en el Gran Premio de Europa, y su dejó el campeonato al año siguiente, en el GP de Mónaco, cuando Simtek abandonó la categoría. Su mejor resultado fue un 9.º puesto en el Gran Premio de Argentina de 1995.
También ha participado en varias carreras de CART y de American Le Mans Series.

## Resultados

### Fórmula 1
(Clave) (negrita indica pole position) (cursiva indica vuelta rápida)

| Año  | Escudería       | 1       | 2     | 3       | 4      | 5       | 6   | 7   | 8   | 9   | 10  | 11  | 12  | 13  | 14     | 15  | 16      | 17  | Pos. | Puntos |
| ---- | --------------- | ------- | ----- | ------- | ------ | ------- | --- | --- | --- | --- | --- | --- | --- | --- | ------ | --- | ------- | --- | ---- | ------ |
| 1994 | MTV Simtek Ford | BRA     | PAC   | SMR     | MON    | ESP     | CAN | FRA | GBR | GER | HUN | BEL | ITA | POR | EUR 19 | JPN | AUS Ret |     | NC   | 0      |
| 1995 | MTV Simtek Ford | BRA Ret | ARG 9 | SMR Ret | ESP 15 | MON DNS | CAN | FRA | GBR | GER | HUN | BEL | ITA | POR | EUR    | PAC | JPN     | AUS | NC   | 0      |